# Лардин, Хорди
Хорди Лардин Крус (род. 4 июня 1973 года в Манресе) — испанский футболист, выступавший на позиции крайнего полузащитника.
В течение восьми сезонов в Ла Лиге он провёл 200 игр и забил 44 гола за «Эспаньол» и «Атлетико Мадрид» соответственно.

## Биография
Лардин родился в Манресе, Барселона, Каталония, и начал играть в футбол с местной командой «Манреса», а на профессиональном уровне дебютивал с «Эспаньолом» в 1992/93 сезоне. Позднее команда вылетела из Ла Лиги, но это не помешало Лардину стать хорошим атакующим игроком в последующие годы.
В 1994/95 сезоне «попугаи» были близки к зоне Кубка УЕФА, а в следующем сезоне команда таки вышла на турнир, Лардин забил 29 голов в 76 матчах под руководством Хосе Антонио Камачо. Затем он забивал в обоих матчах против «Реала», которые его команда выиграла со счётом 3:1 и 2:1 соответственно.
В 1996 году Лардин сыграл за сборную Испании на летних Олимпийских играх в Атланте, он играл во всех матчах, а его сборная дошла до четвертьфинала.
Перед сезоном 1997/98 Лардин подписал контракт с «Атлетико Мадрид» стоимостью 1,5 млрд песет, однако на протяжении своего первого года в клубе он сыграл лишь один матч. Серьёзное ДТП в октябре 1997 года не помешало его дебюту за сборную месяцем позже, Лардин сыграл в товарищеском матче против Румынии в Пальма-де-Майорке, игра завершилась вничью 1:1.
После двух аренд в своей бывшей команде «Эспаньол» и «Хересе» из Сегунды Лардин ушёл из футбола в возрасте 29 лет, утверждая, что «сыт по горло» спортом. Спустя два года он возобновил карьеру в скромном «Леганесе», где провёл один сезон. Вскоре он перешёл в любительский клуб из Барселоны, «Эспаррегейра».
В настоящее время он является координатором тренировочной базы «Эспаньола», а выходные дни посвящает играм ветеранов клуба, таких как Мараньон или Фернандо Молинос.